# Elite (videojuego)
Elite es un videojuego de comercio y combate espacial, originalmente publicado por Acornsoft en 1984 para los ordenadores BBC Micro y Acorn Electron. El título del juego hace referencia a uno de los objetivos del jugador: conseguir el rango de élite. Fue escrito y desarrollado por Ian Bell y David Braben, los cuales se conocieron cuando ambos estudiaban en el Jesus College de Cambridge. Las versiones del juego para ordenadores distintos a los Acorn fueron publicadas por Firebird.
Elite fue uno de los primeros juegos de ordenador en usar gráficos 3D wireframe con eliminación de línea oculta. Otra novedad fue la inclusión de The Dark Wheel (la rueda oscura), una novela de Robert Holdstock, que influenciaba a los nuevos jugadores mostrándoles los códigos legales y morales a los que debían aspirar en el juego.
El modelo de final abierto de Elite, su avanzado motor y sus gráficos 3D revolucionarios aseguraron que fuera portado a virtualmente todos los sistemas de computadoras domésticas contemporáneos, y le hizo ganar una plaza entre los clásicos y los creadores de géneros en la historia de los videojuegos. Elite fue un juego muy influyente, sirviendo de modelo para juegos más recientes, como EVE Online, Freelancer, Jumpgate, Infinity-Universe: The Quest for Earth, Wing Commander: Privateer y la serie de juegos de comercio espacial X. Cuando las ventas de Elite alcanzaron las 100.000 copias, el juego salió en el noticiario de la BBC.[cita requerida]
La franquicia ha continuado con secuelas, la más reciente sitendo Elite Dangerous, desarrollada por Frontier developments.